# Paweł Rozwadowski
Paweł Krzysztof Rozwadowski, ps. Kelner (ur. 8 czerwca 1962, zm. 11 października 2020 w Warszawie) – polski wokalista i autor tekstów. Członek zespołów Fornit, Deuter, Izrael.

## Życiorys
Był jednym z czołowych twórców polskiej sceny alternatywnej. Pseudonim artystyczny pojawił się w 1979 roku, kiedy to perkusista The Boors Kamil „Blitz” Stoor przezwał go Kelner!.
W styczniu 1979 roku założył zespół Fornit, który dwa lata później wziął udział w I Ogólnopolskim Festiwalu Nowej Fali w Kołobrzegu. Zespół został zapamiętany z utworu pt. „Lepsza kiła od Ił-a”, będącego ironicznym nawiązaniem do samolotów produkcji radzieckiej. Za ten utwór Fornit dostał ogólnopolski zakaz występów. Niedługo później Rozwadowski założył zespół Dexapolkort-A, a następnie z Kamilem Stoorem No Price, który w styczniu 1981 roku przekształcił się w Deuter. Wiosną 1982 roku zespół koncertował z Republiką, a latem 1982 roku wystąpił w filmie dokumentalnym Koncert w reżyserii Michała Tarkowskiego. Ponadto Deuter odbył trasę koncertową „Rock Galicja” z Dezerterem i TZN Xenną. Deuter swoje koncerty wzbogacał krótkimi projekcjami filmowymi zrobionymi na taśmie 8 mm. Deuter zawiesił działalność w 1983 roku.
W 1983 roku został współzałożycielem zespołu Aurora, który po krótkim czasie zmienił nazwę na Izrael. W maju 1983 roku uczestniczył w nagraniu debiutanckiego albumu Biada, biada, biada. Po zagraniu trasy koncertowej z Misty in Roots odszedł z zespołu. Jego miejsce zajął Dariusz „Maleo” Malejonek. Debiutancki album zespołu ukazał się po odejściu Rozwadowskiego.
W 1985 roku wraz z Andrzejem „Gutkiem” Zagalskim reaktywował Deuter. Zespół w nowym składzie eksperymentował z muzyką funkową. W 1987 roku nagrał utwór „Nie ma ciszy w bloku”, uchodzący za pierwszy utwór rapowy w Polsce. Debiutancki album 1987 ukazał się w 1988 roku. W 1987 znalazły się takie utwory jak: „Piosenka o mojej generacji”, „Totalna destrukcja” czy „Nie ma ciszy w bloku”. Deuter ponownie zawiesił działalność w 1989 roku. Ostatni koncert miał miejsce podczas Festiwalu w Jarocinie.
W 1995 roku wraz z Dezerterem nagrał płytę Deuter. W tym samym roku ukazał się album wspomnieniowy Ojczyzna dumna 1981–1986 z utworami zespołu Deuter z lat 1981–1986. W 2001 roku Rozwadowski reaktywował Deuter. Zespół ponownie zawiesił działalność w 2003 roku.
Wraz z Robertem Brylewskim prowadzili projekt Max i Kelner oraz Kabaret Starszych Punków wraz z muzykami Brygady Kryzys i Izraela. W 2007 roku wrócił do zespołu Izrael. Początkowo występował gościnnie, a niedługo potem już jako stały członek zespołu. W 2010 roku po raz trzeci reaktywował Deuter. Jesienią 2011 roku Deuter wydał album Śmieci i diamenty. W 2012 roku Rozwadowski napisał książkę pt. To zupełnie nieprawdopodobne, wydaną przez Wydawnictwo Uniwersytetu Warszawskiego. Współpracował z Polskim Radiem RDC, gdzie przygotowywał audycje muzyczne. Do śmierci występował w zespołach Deuter i Izrael. W 2019 roku ukazał się album Deuter – Róbrege '84. Jesienią 2019 roku w zespole Niecierpiące Zwłoki nagrał kilka piosenek do tekstów Grzegorza Wróblewskiego.
Pod koniec życia chorował na nowotwór i zapalenie płuc. 
Został pochowany 20 października na warszawskim cmentarzu Bródnowskim (kwatera 83F-3-5).

## Życie prywatne
Jego żoną była aktorka Agnieszka Wosińska.

## Dyskografia
Deuter
- 1987 (LP, Polskie Nagrania „Muza”, 1988)
- Ojczyzna dumna 1981–1986 (CD, Intersonus, 1995)
- Śmieci i diamenty (DG CD, Fonografika, 2011)

Izrael
- Biada, Biada, Biada (LP, Pronit, 1985)
- Dża ludzie (CD, Lemnton Records, 2008)

Max i Kelner
- Tehno Terror (CD, Kamiling Co, 1992)

Dezerter
- Deuter (CD, Polton, 1995, LP Pasażer (wytwórnia muzyczna) 2023) – płyta Dezertera przypominająca najważniejsze utwory Deutera nagrana z „Kelnerem” jako wokalistą.